# Megalosaurus
Megalosaurus (em português Megalossauro que significa "grande lagarto", do grego μέγας, megas, que significa 'grande', 'alto' ou 'ótimo' e σαῦρος, sauros, que significa 'lagarto') é um gênero extinto de grandes dinossauros terópodes carnívoros do período do Jurássico Médio. (estágio Batoniano, há 166 milhões de anos) do sul da Inglaterra. Embora fósseis de outras áreas tenham sido atribuídos ao gênero, os únicos vestígios de Megalosaurus vêm de Oxfordshire e datam do final do Jurássico Médio.
Foi o primeiro gênero de dinossauro não aviário, em 1824, a ser nomeado de forma válida. A espécie-tipo é M. bucklandii, nomeada em 1827. Em 1842, Megalosaurus era um dos três gêneros nos quais Richard Owen baseou a ordem, e agora clado, Dinosauria. Seguindo as instruções de Owen, um modelo foi feito como um dos dinossauros do The Crystal Palace, o que aumentou muito o interesse público pelos répteis pré-históricos. Mais de 50 outras espécies seriam eventualmente classificadas no gênero; no início, isso ocorreu porque poucos tipos de dinossauros foram identificados, mas a prática continuou até mesmo no século 20, depois que muitos outros dinossauros foram descobertos. Hoje entende-se que nenhuma dessas espécies adicionais estava diretamente relacionada com M. bucklandii, que é a única espécie verdadeira de Megalosaurus. Como nunca foi encontrado um esqueleto completo, ainda não está claro como era sua constituição física.
Os primeiros naturalistas que investigaram o Megalosaurus confundiram-no com um lagarto gigante de 20 metros de comprimento. Em 1842, Owen concluiu que não tinha mais de 9 metros. Ele ainda pensava que era um quadrúpede. Os cientistas modernos conseguiram obter uma imagem mais precisa, comparando o Megalosaurus com seus parentes diretos nos Megalosauridae. Megalosaurus tinha cerca de 6 metros de comprimento e pesava cerca de 700 kg. Era bípede, andando sobre membros posteriores robustos, com o tronco horizontal equilibrado por uma cauda horizontal. Seus membros anteriores eram curtos, embora muito robustos. Tinha também uma cabeça bastante grande, equipada com dentes longos e curvos. Era um animal de constituição robusta e de forte musculatura.

## História da descoberta

### OU 1328 ou o dente de Edward Lhuyd

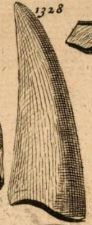
Possível dente de Megalosaurus OU 1328

Em 1699, Edward Lhuyd descreveu o que ele acreditava ser um dente de peixe (chamado Plectronites), mais tarde considerado parte de uma belemnita, que foi ilustrado ao lado do dente holótipo do saurópode "Rutellum impicatum" e outro dente, de um terópode , em 1699. Estudos posteriores descobriram que o dente de terópode, conhecido como espécime 1328 (University of Oxford col. #1328; perdido?), era quase certamente uma coroa dentária que pertencia a uma espécie desconhecida de Megalosaurus. Desde então, OU 1328 foi perdido e não foi atribuído com segurança a Megalosaurus até que o dente foi redescrito por Delair & Sarjeant (2002).
OU 1328 foi coletado perto de Caswell, perto de Witney, Oxfordshire em algum momento durante o século 17 e se tornou o terceiro fóssil de dinossauro a ser ilustrado, depois de "Scrotum humanum" em 1677 e "Rutellum impicatum" em 1699.

### "Scrotum humanum"

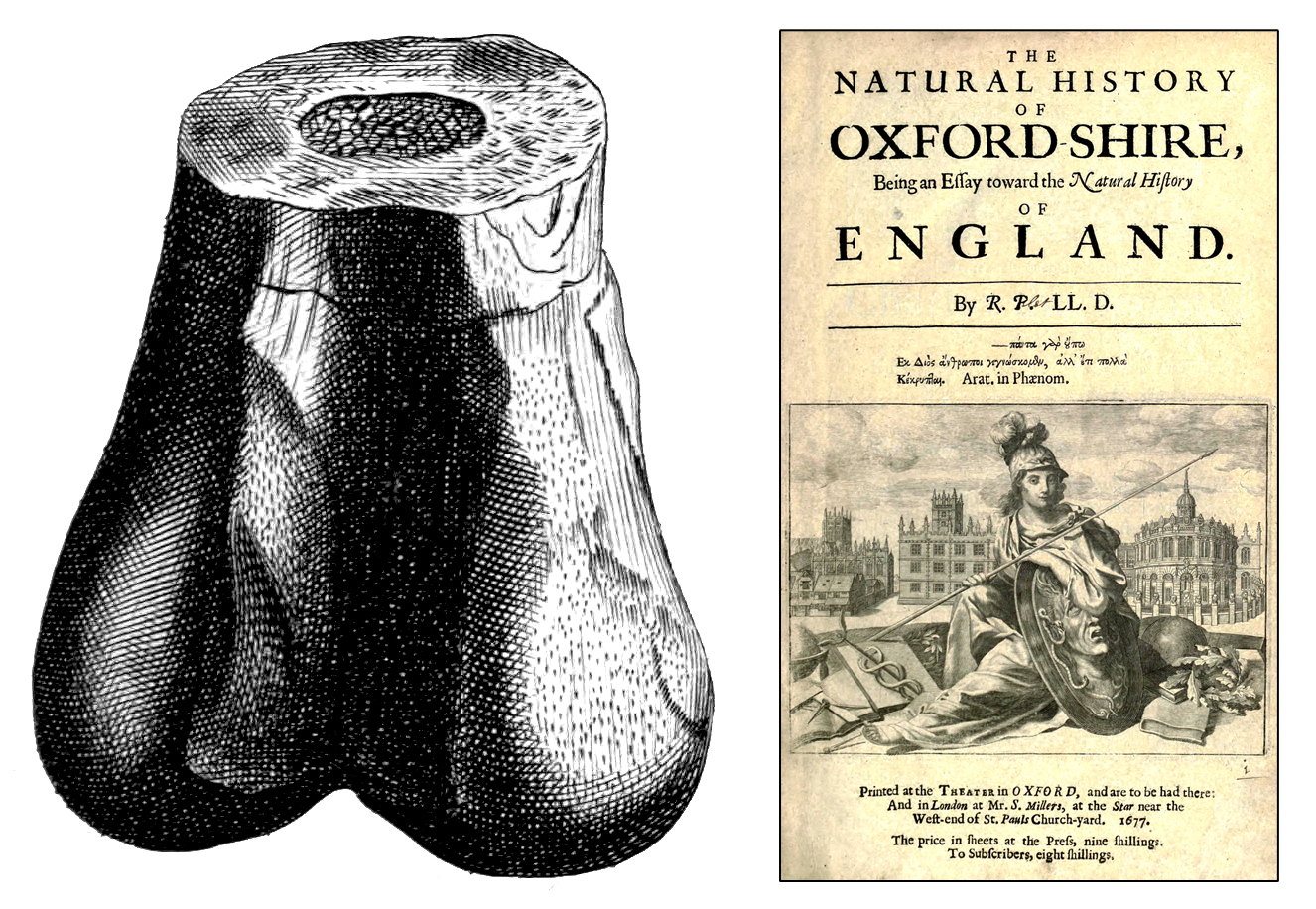
Capa de Natural History of Oxfordshire 1677, por Robert Plot (direita). Ilustração de Plot da extremidade inferior do fêmur nomeado de "Scrotum humanum" (esquerda)

Megalosaurus pode ter sido o primeiro dinossauro não aviário a ser descrito na literatura científica. O fóssil mais antigo possível do gênero, da Formação Calcária Taynton, era a parte inferior de um fêmur, descoberta no século XVII. Foi originalmente descrito por Robert Plot como o osso da coxa de um elefante de guerra romano e depois como um gigante bíblico. Parte de um osso foi recuperada da mesma formação, na pedreira de calcário Stonesfield, Oxfordshire, em 1676. Sir Thomas Pennyson deu o fragmento a Robert Plot, professor de Química na Universidade de Oxford e primeiro curador do Museu Ashmolean, que publicou uma descrição e ilustração em seu Natural History of Oxfordshire.  Foi a primeira ilustração publicada de um osso de dinossauro. Plot identificou corretamente o osso como a extremidade inferior do fêmur ou fêmur de um animal grande e reconheceu que era grande demais para pertencer a qualquer espécie conhecida por viver na Inglaterra. Portanto, ele inicialmente concluiu que se tratava do fêmur de um elefante de guerra romano e, mais tarde, de um humano gigante, como os mencionados na Bíblia. O osso foi perdido desde então, mas a ilustração é detalhada o suficiente para que alguns o tenham identificado como sendo o de Megalosaurus.
Também foi argumentado que este possível osso de Megalosaurus recebeu o primeiro nome de espécie aplicado a um dinossauro extinto. A gravura do osso de Cornwell feita por Plot foi novamente usada em um livro de Richard Brookes em 1763. Brookes, em uma legenda, chamou-o de "Scrotum humanum", aparentemente comparando sua aparência a um par de "testículos humanos". No entanto, é possível que a atribuição deste nome tenha decorrido de um erro do ilustrador, e não de Richard Brookes. Em 1970, o paleontólogo Lambert Beverly Halstead apontou que a semelhança de Scrotum humanum com o nome de uma espécie moderna, o chamado "binome de Lineu" que tem duas partes, não era uma coincidência. Lineu, o fundador da taxonomia moderna, no século XVIII não apenas inventou um sistema para nomear criaturas vivas, mas também para classificar objetos geológicos. O livro de Brookes tratava da aplicação deste último sistema a pedras curiosas encontradas na Inglaterra. De acordo com Halstead, Brookes usou deliberadamente a nomenclatura binomial e, de fato, indicou o possível espécime-tipo de um novo gênero biológico. De acordo com as regras do Código Internacional de Nomenclatura Zoológica (ICZN), o nome Scrotum humanum em princípio tinha prioridade sobre Megalosaurus porque foi publicado primeiro. O fato de Brookes ter entendido que a pedra não representava realmente um par de testículos petrificados era irrelevante. O simples facto de o nome não ter sido utilizado na literatura posterior significou que poderia ser retirado da competição por prioridade, porque o ICZN afirma que se um nome nunca tiver sido considerado válido depois de 1899, pode ser transformado em nomen oblitum, um inválido "nome esquecido".
Em 1993, após a morte de Halstead, seu amigo William A.S. Sarjeant apresentou uma petição à Comissão Internacional de Nomenclatura Zoológica para suprimir formalmente o nome Scrotum em favor de Megalosaurus. Ele escreveu que o suposto sinônimo júnior Megalosaurus bucklandii deveria ser um nome conservado para garantir sua prioridade. No entanto, o então Secretário Executivo do ICZN, Philip K. Tubbs, não considerou a petição admissível, concluindo que o termo "Scrotum humanum", publicado apenas como rótulo para ilustração, não constituía a criação válida de um novo nome, e afirmou que não havia nenhuma evidência de que alguma vez tenha sido concebido como tal. Além disso, o fêmur parcial estava muito incompleto para ser definitivamente referido a Megalosaurus e não a um terópode contemporâneo diferente.

### A pesquisa de Buckland

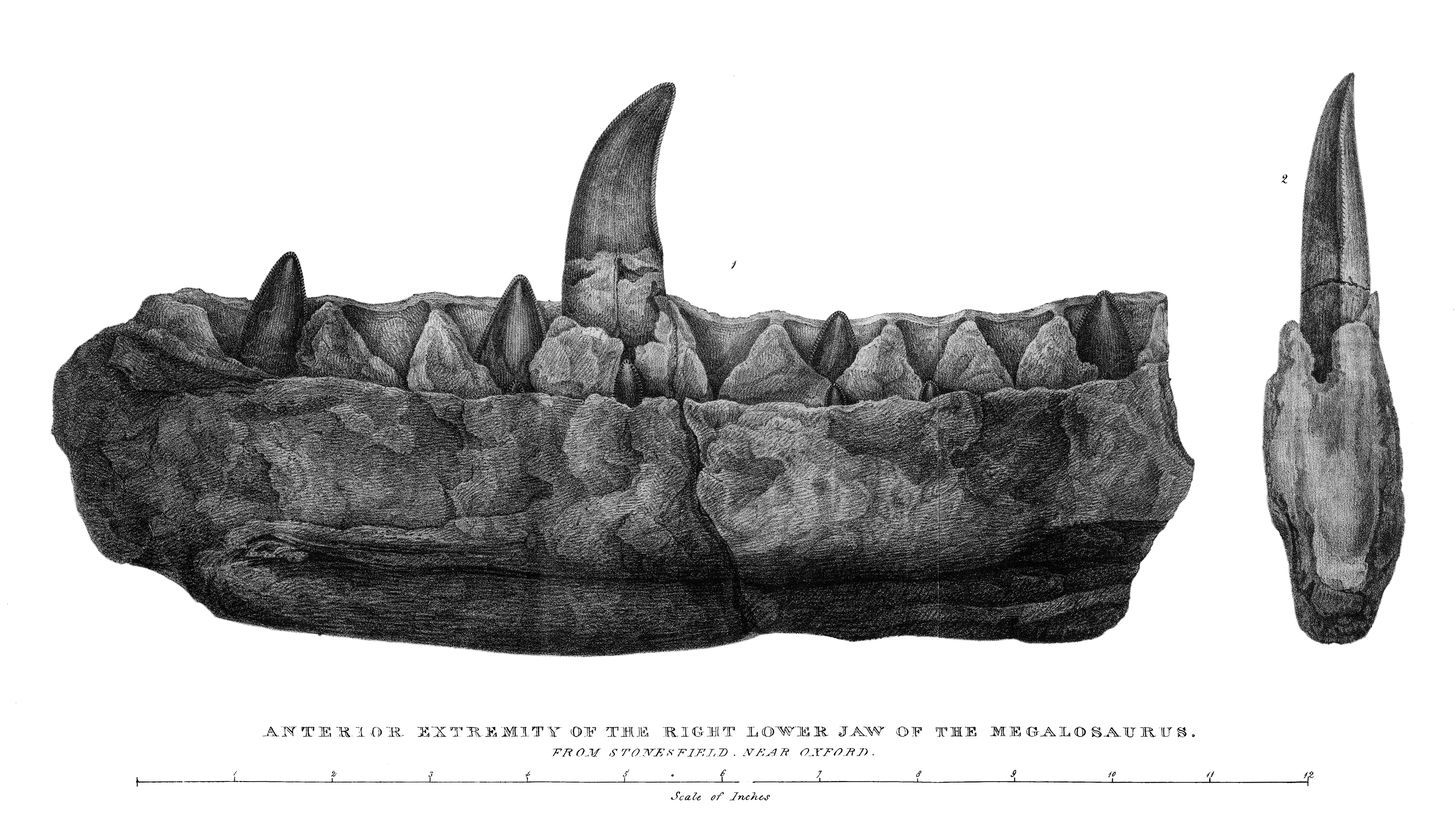
Litografia de "Aviso sobre o Megalosaurus ou grande lagarto fóssil de Stonesfield" de William Buckland, 1824. A legenda diz "extremidade anterior da mandíbula inferior direita de Megalosaurus de Stonesfield, perto de Oxford".

Durante a última parte do século XVIII, o número de fósseis nas coleções britânicas aumentou rapidamente. De acordo com uma hipótese publicada pelo historiador da ciência Robert Gunther em 1925, entre eles estava uma mandíbula parcial de Megalosaurus. Foi descoberto a cerca de 12 m de profundidade em uma mina de ardósia Stonesfield durante o início da década de 1790 e foi adquirido em outubro de 1797 por Christopher Pegge por e adicionado à coleção da Escola de Anatomia da Christ Church, Oxford.
No início do século XIX, mais descobertas foram feitas. Em 1815, John Kidd relatou a descoberta de ossos de tetrápodes gigantes, novamente na pedreira de Stonesfield. As camadas ali são atualmente consideradas parte da Formação Calcária Taynton, datando do estágio Batoniano médio do período Jurássico.  Os ossos foram aparentemente adquiridos por William Buckland, professor de geologia da Universidade de Oxford e reitor da Christ Church. Buckland também estudou um maxilar inferior, segundo Gunther aquele comprado por Pegge. Buckland não sabia a que animal pertenciam os ossos, mas, em 1818, após as Guerras Napoleônicas, o anatomista comparativo francês Georges Cuvier visitou Buckland em Oxford e percebeu que eram de uma criatura gigante parecida com um lagarto. Buckland estudou ainda os restos mortais com seu amigo William Conybeare, que em 1821 se referiu a eles como o "Lagarto Enorme". Em 1822, Buckland e Conybeare, num artigo conjunto a ser incluído no Ossemens de Cuvier, pretendiam fornecer nomes científicos para ambas as gigantescas criaturas semelhantes a lagartos conhecidas na época: os restos encontrados perto de Maastricht seriam chamados de Mosasaurus – então visto como um terrestre. animal de habitação - enquanto para o lagarto britânico Conybeare inventou o nome Megalosaurus, do grego μέγας, megas, "grande". Naquele ano a publicação não ocorreu, mas o médico James Parkinson já em 1822 anunciou o nome Megalosaurus, ilustrando um dos dentes e revelando que a criatura tinha 12 metros de comprimento e 2,5 metros de altura.. É geralmente considerado que o nome em 1822 ainda era um nomen nudum ("nome nu"). Buckland, incentivado por um impaciente Cuvier, continuou a trabalhar no assunto durante 1823, permitindo que sua futura esposa, Mary Morland, fornecesse desenhos dos ossos, que serviriam de base para ilustrar litografias. Finalmente, em 20 de fevereiro de 1824, durante a mesma reunião da Sociedade Geológica de Londres em que Conybeare descreveu um espécime muito completo de Plesiosaurus, Buckland anunciou formalmente Megalosaurus. As descrições dos ossos nas Transactions of the Geological Society, em 1824, constituem uma publicação válida do nome. Megalosaurus foi o primeiro gênero de dinossauro não aviário nomeado; o primeiro dos quais os restos mortais foram descritos cientificamente com certeza foi Streptospondylus, em 1808 por Cuvier.

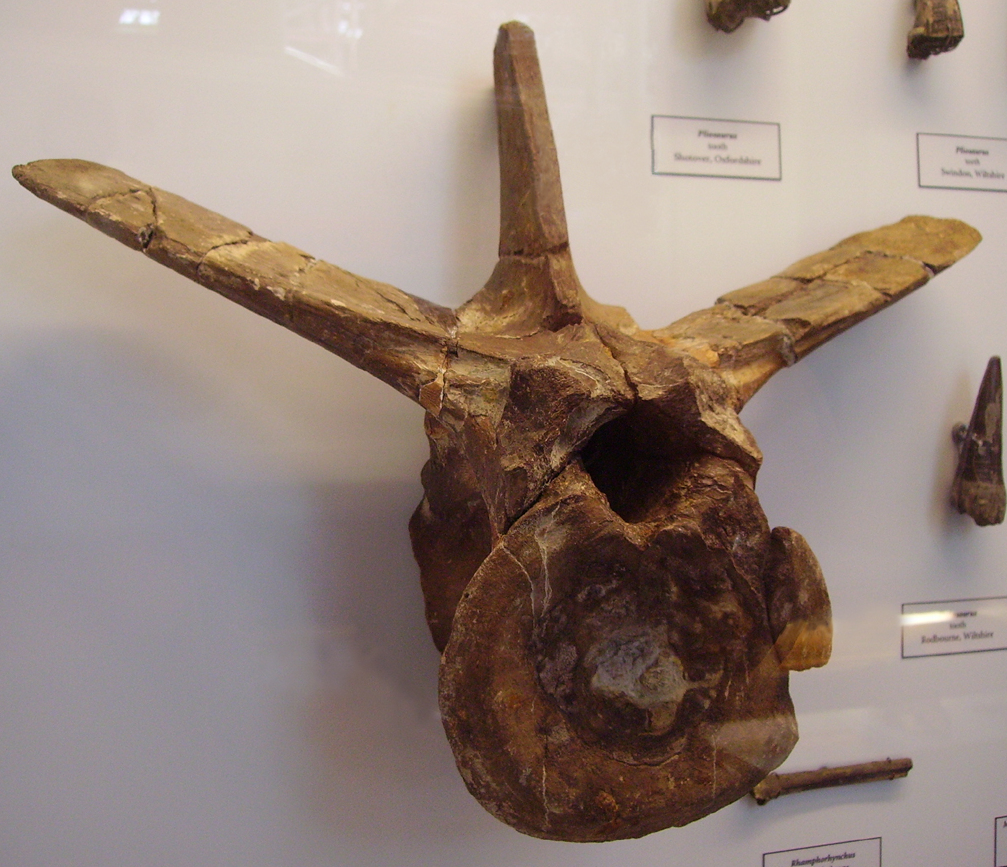
Vértebra caudal referida, BMNH 9672. O topo de sua espinha neural se rompeu, o que teria cerca de duas vezes mais comprimento

Em 1824, o material disponível para Buckland consistia no espécime OUM J13505, um pedaço da mandíbula inferior direita com um único dente irrompido; OUM J13577, uma vértebra dorsal posterior; OUM J13579, uma vértebra caudal anterior; OUM J13576, um sacro de cinco vértebras sacrais; OUM J13585, uma costela cervical; OUM J13580, uma costela; OUM J29881, um ílio da pélvis, OUM J13563, um pedaço do osso púbico; OUM J13565, uma parte do ísquio; OUM J13561, um osso da coxa e OUM J13572, a parte inferior de um segundo metatarso. Como ele próprio sabia, nem todos pertenciam ao mesmo indivíduo; apenas o sacro era articulado. Por representarem vários indivíduos, os fósseis descritos formaram uma série de síntipos. Pelos padrões modernos, destes um único espécime deve ser selecionado para servir como o espécime-tipo no qual o nome se baseia. Em 1990, Ralph Molnar escolheu o famoso dentário (parte frontal da mandíbula inferior), OUM J13505, como tal lectótipo. Por não estar acostumado com a profunda pelve dos dinossauros, muito mais alta do que a dos répteis típicos, Buckland identificou erroneamente vários ossos, interpretando o osso púbico como uma fíbula e confundindo o ísquio com uma clavícula. Buckland identificou o organismo como sendo um animal gigante pertencente aos Sauria - os lagartos, na época vistos como incluindo os crocodilos - e colocou-o no novo gênero Megalosaurus, repetindo uma estimativa de Cuvier de que os pedaços maiores que ele descreveu indicavam uma animal com 12 metros de comprimento em vida.

## Descrição

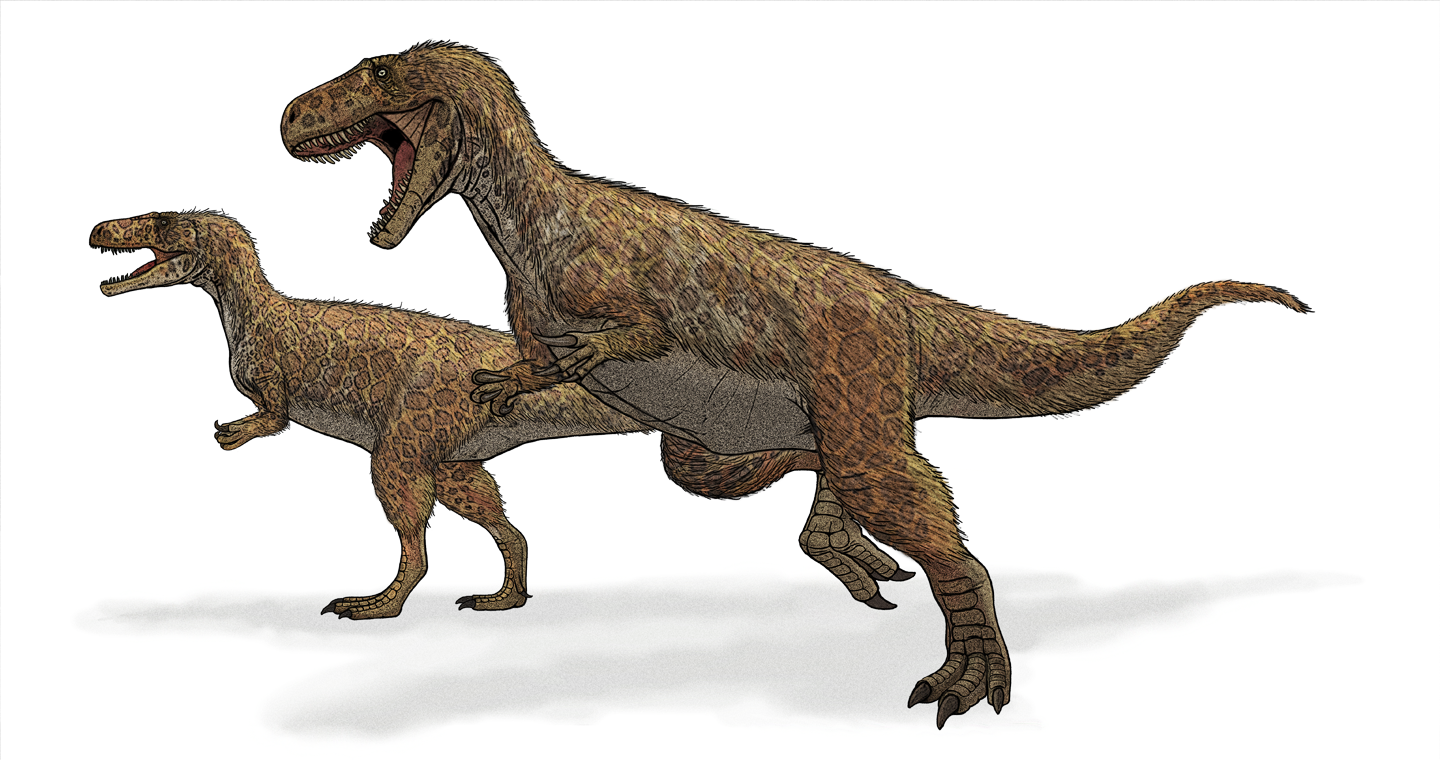
Restauração hipotética

Desde as primeiras descobertas, muitos outros ossos de Megalosaurus foram recuperados; no entanto, nenhum esqueleto completo foi encontrado ainda. Portanto, os detalhes de sua aparência física não podem ser certos. No entanto, uma osteologia completa de todo o material conhecido foi publicada em 2010 por Benson.

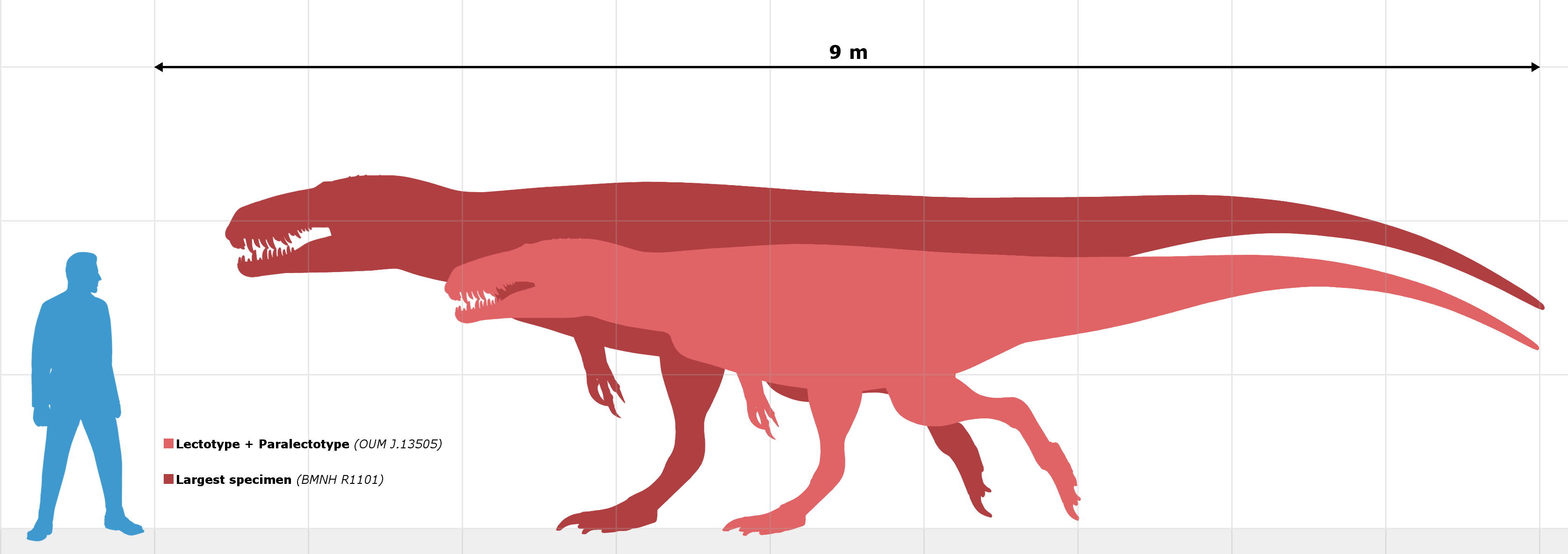
Comparação de tamanho (humano em azul, lectótipo em rosa, maior espécime em vermelho)

Tradicionalmente, a maioria dos textos, seguindo a estimativa de Owen de 1841, fornece um comprimento de corpo de nove metros para Megalosaurus. A falta de uma série vertebral dorsal articulada torna difícil determinar o tamanho exato. David Bruce Norman, em 1984, pensou que Megalosaurus tinha de sete a oito metros de comprimento. Gregory S. Paul em 1988 estimou o peso provisoriamente em 1,1 toneladas, dado um osso da coxa de 76 centímetros de comprimento. A tendência no início do século XXI de limitar o material ao lectótipo inspirou estimativas ainda mais baixas, desconsiderando valores discrepantes de identidade incerta. Paul em 2010 estimou o tamanho de Megalosaurus em 6 metros de comprimento e 700 kg. No entanto, no mesmo ano, Benson afirmou que Megalosaurus, embora de tamanho médio, ainda estava entre os maiores terópodes do Jurássico Médio. O espécime BMNH 31806, um osso da coxa com 803 milímetros de comprimento, indicaria um peso corporal de 943 quilogramas, usando o método de extrapolação de J.F. Anderson – cujo método, otimizado para mamíferos, tende a subestimar as massas dos terópodes em pelo menos um terço. Além disso, a amostra de osso da coxa OUM J13561 tem um comprimento de cerca de 86 centímetros.
Em geral, Megalosaurus tinha a constituição típica de um grande terópode. Era bípede, com o tronco horizontal equilibrado por uma longa cauda horizontal. Os membros posteriores eram longos e fortes, com três dedos voltados para a frente que suportavam peso, os membros anteriores relativamente curtos, mas excepcionalmente robustos e provavelmente carregando três dedos. Sendo um carnívoro, sua grande cabeça alongada tinha longos dentes em forma de adaga para cortar a carne de sua presa. O esqueleto deste terópode é altamente ossificado, indicando um animal robusto e musculoso, embora a parte inferior da perna não fosse de constituição tão forte quanto a do Torvosaurus, um parente próximo.

### Crânio

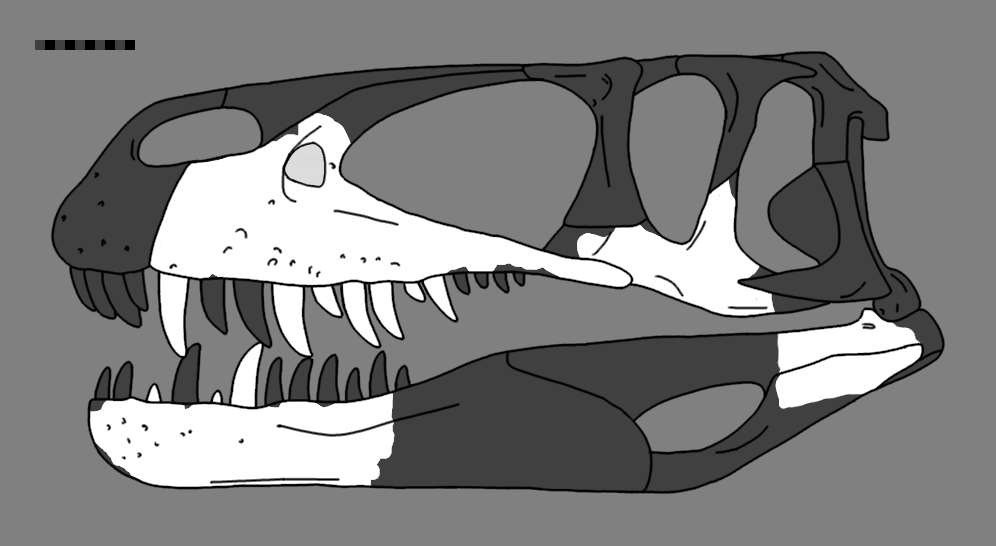
Reconstrução craniana

O crânio de Megalosaurus é pouco conhecido. Os elementos cranianos descobertos são geralmente bastante grandes em relação ao resto do material. Isso pode ser uma coincidência ou indicar que Megalosaurus tinha uma cabeça incomumente grande. A pré-maxila não é conhecida, impossibilitando determinar se o perfil do focinho era curvo ou retangular. Um focinho bastante atarracado é sugerido pelo fato de o ramo anterior da maxila ser curto. Na depressão ao redor da janela antorbital para a frente, pode-se observar uma cavidade menor e não perfurante, provavelmente homóloga à janela maxilar. A maxila possui 13 dentes. Os dentes são relativamente grandes, com coroa de até sete centímetros de comprimento. Os dentes são sustentados por trás por placas interdentais altas, triangulares e não fundidas. As arestas de corte apresentam 18 a 20 dentículos por centímetro. A fórmula dentária é provavelmente 4, 13–14/13–14. O osso jugal é pneumatizado, perfurado por um grande forame na direção da janela antorbital. Provavelmente foi escavado por uma protuberância de um saco de ar no osso nasal. Esse nível de pneumatização do jugal não é conhecido em outros megalossaurídeos e pode representar uma autapomorfia separada.

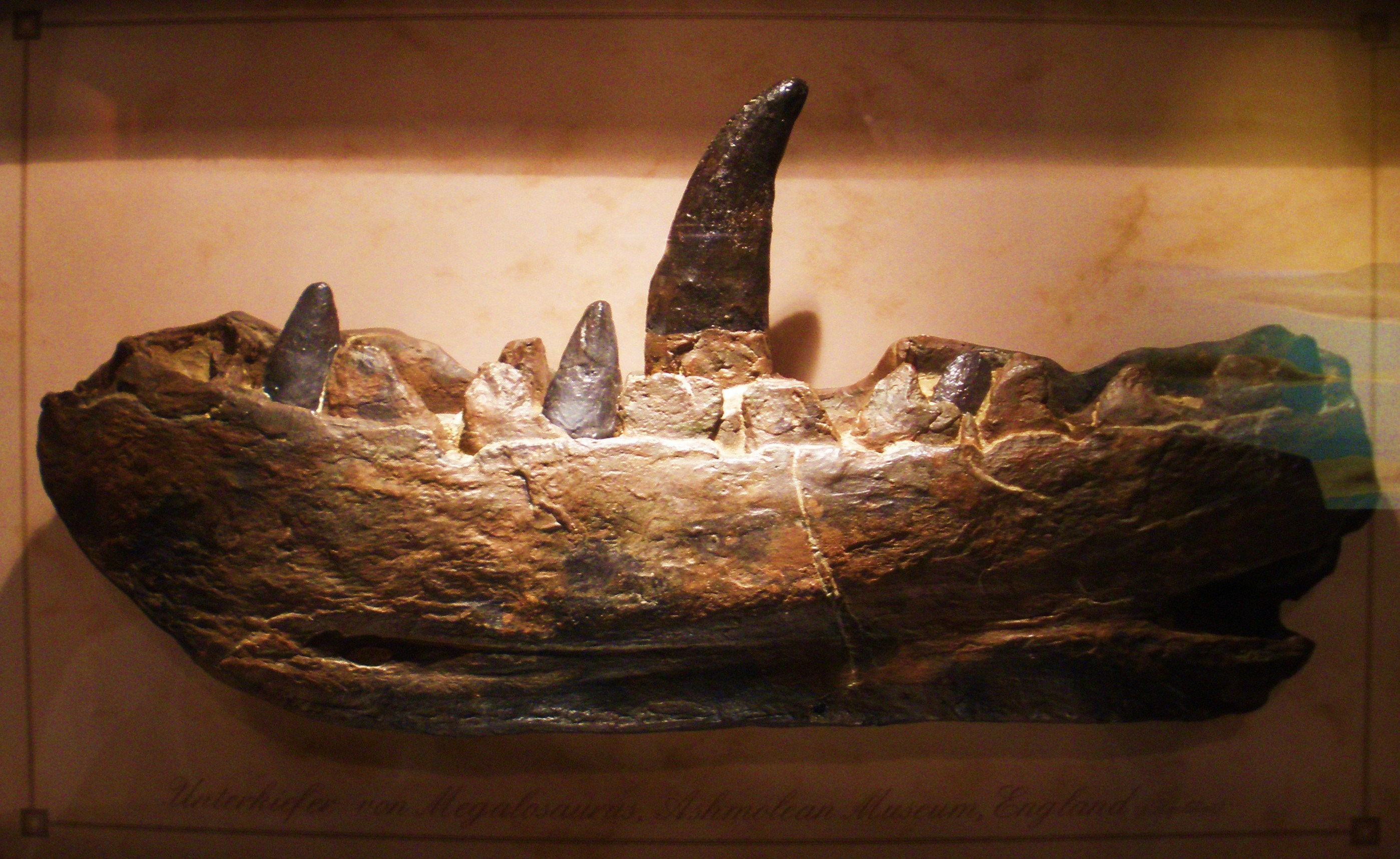
Amostra da mandíbula inferior

A mandíbula inferior é bastante robusta. Também é reto em vista superior, sem muita expansão na ponta da mandíbula, sugerindo que as mandíbulas inferiores como um par, a mandíbula, eram estreitas. Várias características foram identificadas como autapomorfias, mais tarde revelaram-se resultado de danos. No entanto, uma combinação única de características está presente no amplo sulco longitudinal na face externa (compartilhado com o Torvosaurus), no pequeno terceiro dente dentário e em um canal vascular, abaixo da fileira de placas interdentais, que só é fechado a partir da posição do quinto dente em diante. O número de dentes era provavelmente 13 ou 14, embora os espécimes danificados preservados mostrem no máximo 11 alvéolos dentários. As placas interdentais têm faces internas lisas, enquanto as da maxila são estriadas verticalmente; a mesma combinação é mostrada pelo Piatnitzkysaurus. O surangular não possui plataforma óssea, nem mesmo crista, em sua face externa. Lateralmente há uma abertura oval presente na frente da articulação da mandíbula, um forame surangular posterior, mas falta um segundo forame surangular anterior à frente dele.

### Esqueleto pós-craniano

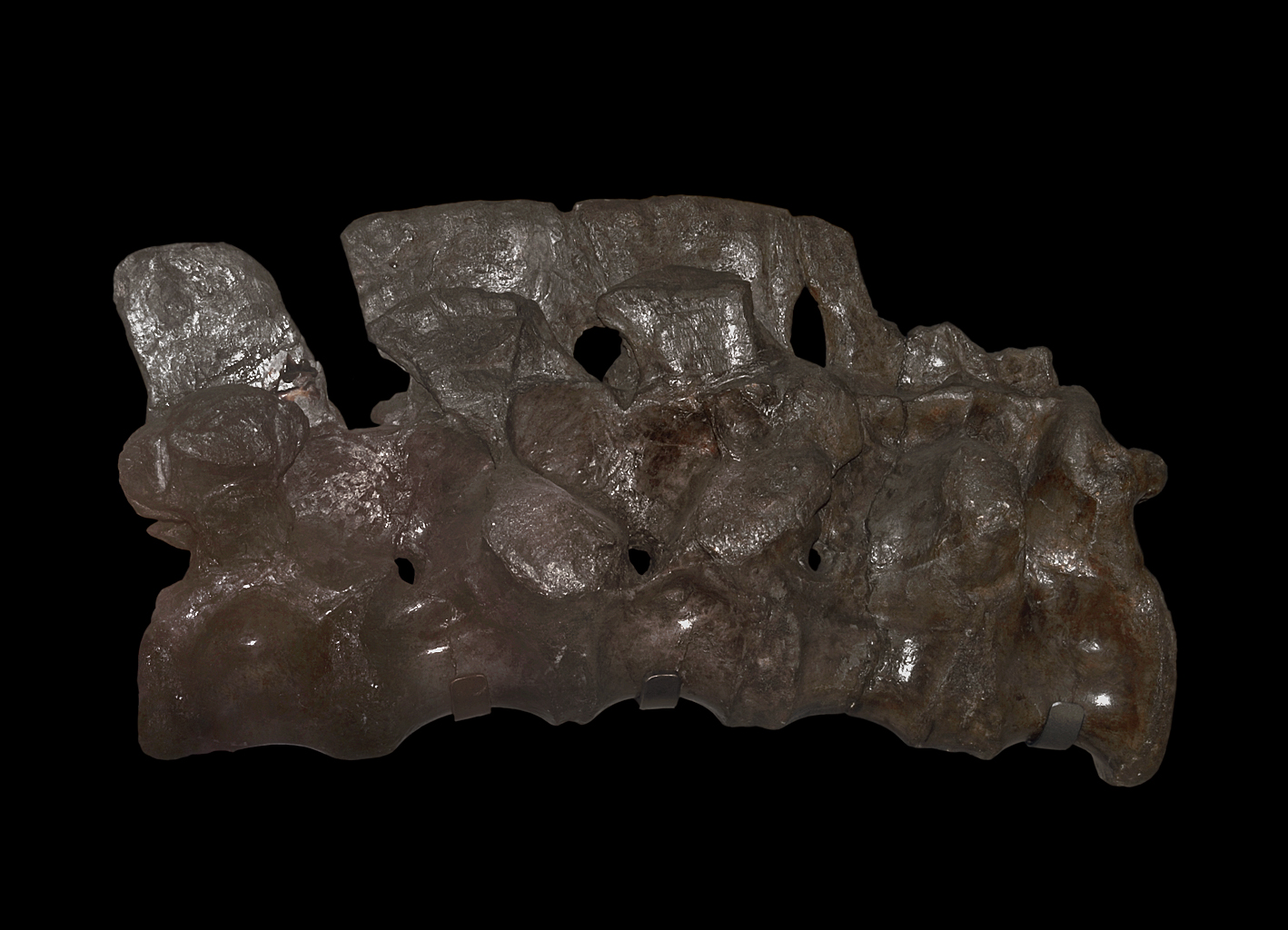
OUM J13576, um sacro articulado

Embora os números exatos sejam desconhecidos, a coluna vertebral de Megalosaurus foi provavelmente dividida em 10 vértebras cervicais, 13 vértebras dorsais, cinco vértebras sacrais e 50 a 60 vértebras caudais, como é comum nos Tetanurae basais.
O material Stonesfield Slate não contém vértebras cervicais; mas uma única vértebra cervical anterior quebrada é conhecida na pedreira de New Park, espécime BMNH R9674. A quebra revela grandes câmaras de ar internas. A vértebra também é fortemente pneumática, com grandes depressões pneumáticas, nas laterais. A face posterior do centro é fortemente côncava. As costelas do pescoço são curtas. As vértebras dorsais anteriores tem facetas centrais frontais convexas e facetas centrais traseiras côncavas. Eles também têm uma quilha profunda, com a crista na parte inferior representando cerca de 50% da altura total do centro. As dorsais anteriores talvez tenham uma depressão pneumática acima da diapófise, o processo articular da costela inferior. As vértebras dorsais posteriores, segundo Benson, não são pneumáticas. A altura dos espinhos dorsais das vértebras posteriores é desconhecida, mas um espinho alto em uma vértebra caudal do material da pedreira New Park, espécime BMNH R9677, sugere a presença de uma crista na região do quadril. As espinhas das cinco vértebras do sacro formam uma placa supraneural, fundida na parte superior. A parte inferior das vértebras sacrais é arredondada, mas a segunda vértebra sacral é quilhada; normalmente é o terceiro ou quarto sacro com uma crista. As vértebras sacrais parecem não ser pneumatizadas, mas apresentam escavações nas laterais. As vértebras da cauda são ligeiramente anficoelosas, com facetas centrais ocas na parte anterior e posterior. Possuem escavações nas laterais e um sulco longitudinal na parte inferior. As espinhas neurais da base da cauda são transversalmente finas e altas, representando mais da metade da altura vertebral total.
A escápula é curta e larga, seu comprimento é cerca de 6,8 vezes a largura mínima; esta é uma característica rara e basal dentro dos Tetanurae. Seu topo curva-se ligeiramente para trás em vista lateral. No lado externo inferior da lâmina, uma crista larga está presente, indo logo abaixo da articulação do ombro até cerca do meio do comprimento, onde gradualmente se funde com a superfície da lâmina. A borda frontal média é afinada em cerca de 30% de seu comprimento, formando uma crista ligeiramente saliente. A escápula constitui cerca de metade da articulação do ombro, que é orientada obliquamente para os lados e para baixo. O coracóide está em todos os espécimes conhecidos fundido com a escápula, sem sutura visível. O coracóide como tal é uma placa óssea oval, com seu lado mais longo preso à escápula. Ele é perfurado por um grande forame oval, mas falta a saliência usual para a fixação dos músculos do braço.

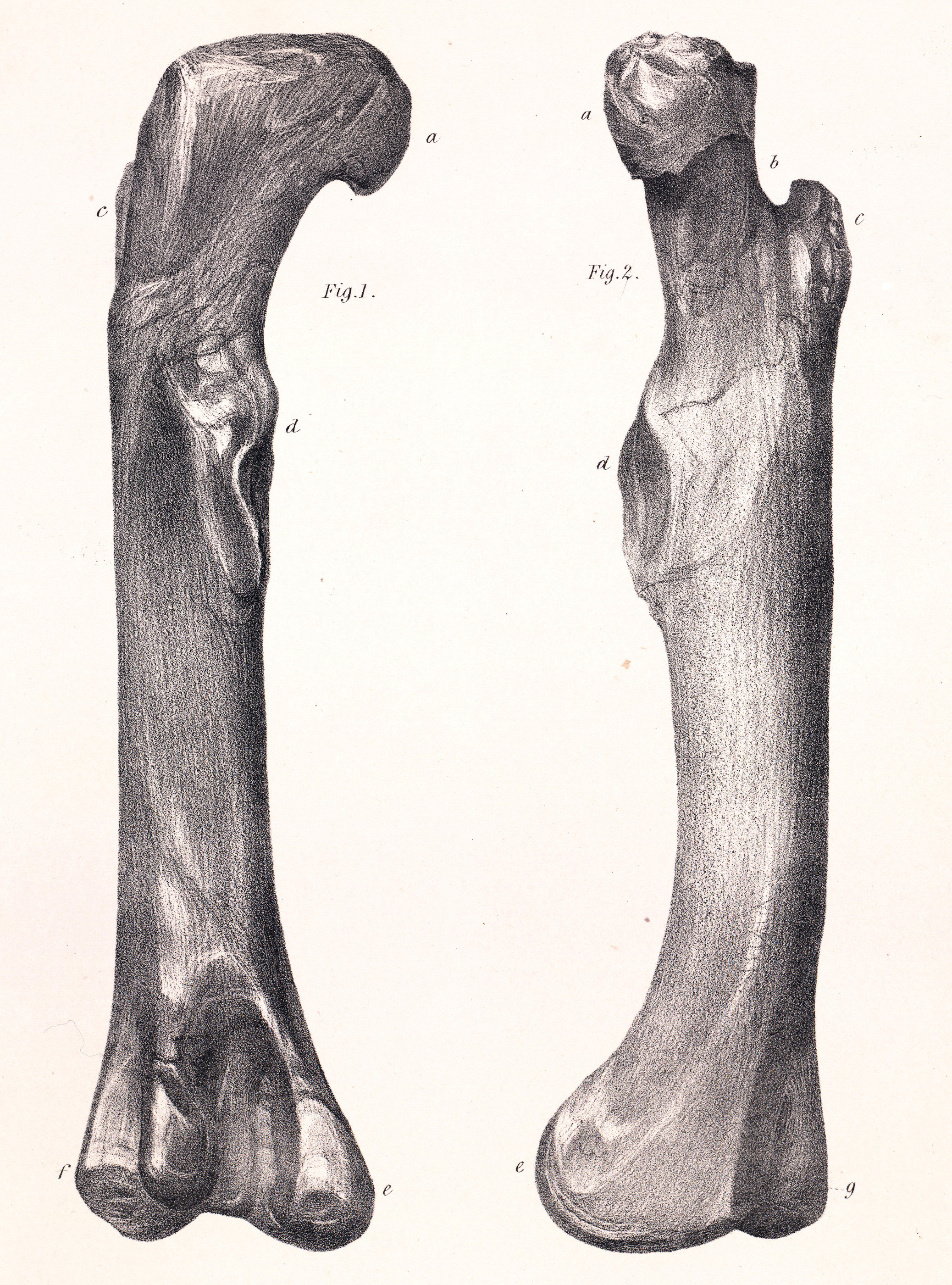
Litografia do fêmur, vista posterior (esquerda) e medial (direita). Trabalho de James Erxleben em 1800

O úmero é muito robusto, com extremidades superiores e inferiores fortemente expandidas. O espécime de úmero OUMNH J.13575 tem um comprimento de 388 milímetros. A circunferência da haste é igual a cerca de metade do comprimento total do úmero. A cabeça do úmero continua para a frente e para trás em grandes saliências, formando juntas uma enorme placa óssea. No lado externo frontal da haste, uma grande crista deltopeitoral triangular está presente, a fixação do músculo peitoral maior e do músculo deltoide. Cobre cerca da metade superior do comprimento do eixo, com seu ápice posicionado bastante baixo. A ulna é extremamente robusta, devido ao seu tamanho absoluto, de constituição mais forte do que qualquer outro membro conhecido dos Tetanurae. O único exemplar conhecido, BMNH 36585, tem comprimento de 232 milímetros e circunferência mínima do eixo de 142 milímetros. A ulna é reta na vista frontal e possui um grande olécrano, o processo de fixação do músculo tríceps braquial. Rádio, punho e mão são desconhecidos.

## Classificação
Em 1824, Buckland atribuiu Megalosaurus à Sauria, assumindo dentro da Sauria uma estreita afinidade com os lagartos modernos, mais do que com os crocodilos. Em 1842, Owen fez do Megalosaurus um dos três primeiros gêneros colocados no Dinosauria. Em 1850, o príncipe Charles Lucien Bonaparte cunhou uma família separada Megalosauridae com Megalosaurus como gênero-tipo.  Por muito tempo, as relações precisas do Megalosaurus permaneceram vagas. Era visto como um membro "primitivo" dos Carnosauria, o grupo no qual a maioria dos grandes terópodes estava unida.
No final do século XX, o novo método de cladística permitiu, pela primeira vez, calcular com exatidão o quão intimamente vários táxons estavam relacionados entre si. Em 2012, Matthew Carrano et al. mostrou que Megalosaurus era a espécie irmã de Torvosaurus dentro dos Megalosaurinae, dando este cladograma:
|  | Eustreptospondylus |
|  |                    |

|  | Duriavenator                                                 |
|  |                                                              |
|  | \| \| Megalosaurus \| \| \| \| \| \| Torvosaurus \| \| \| \| |
|  |                                                              |
|  | Megalosaurus                                                 |
|  |                                                              |
|  | Torvosaurus                                                  |
|  |                                                              |

|  | Megalosaurus |
|  |              |
|  | Torvosaurus  |
|  |              |

|  | Dubreuillosaurus |
|  |                  |
|  | Magnosaurus      |
|  |                  |

|  | Leshansaurus   |
|  |                |
|  | Piveteausaurus |
|  |                |

|  | Dubreuillosaurus |
|  |                  |
|  | Magnosaurus      |
|  |                  |

|  | Leshansaurus   |
|  |                |
|  | Piveteausaurus |
|  |                |

|  | Duriavenator                                                 |
|  |                                                              |
|  | \| \| Megalosaurus \| \| \| \| \| \| Torvosaurus \| \| \| \| |
|  |                                                              |
|  | Megalosaurus                                                 |
|  |                                                              |
|  | Torvosaurus                                                  |
|  |                                                              |

|  | Megalosaurus |
|  |              |
|  | Torvosaurus  |
|  |              |

|  | Dubreuillosaurus |
|  |                  |
|  | Magnosaurus      |
|  |                  |

|  | Leshansaurus   |
|  |                |
|  | Piveteausaurus |
|  |                |

|  | Dubreuillosaurus |
|  |                  |
|  | Magnosaurus      |
|  |                  |

|  | Leshansaurus   |
|  |                |
|  | Piveteausaurus |
|  |                |

|  | Eustreptospondylus |
|  |                    |

|  | Duriavenator                                                 |
|  |                                                              |
|  | \| \| Megalosaurus \| \| \| \| \| \| Torvosaurus \| \| \| \| |
|  |                                                              |
|  | Megalosaurus                                                 |
|  |                                                              |
|  | Torvosaurus                                                  |
|  |                                                              |

|  | Megalosaurus |
|  |              |
|  | Torvosaurus  |
|  |              |

|  | Dubreuillosaurus |
|  |                  |
|  | Magnosaurus      |
|  |                  |

|  | Leshansaurus   |
|  |                |
|  | Piveteausaurus |
|  |                |

|  | Dubreuillosaurus |
|  |                  |
|  | Magnosaurus      |
|  |                  |

|  | Leshansaurus   |
|  |                |
|  | Piveteausaurus |
|  |                |

|  | Duriavenator                                                 |
|  |                                                              |
|  | \| \| Megalosaurus \| \| \| \| \| \| Torvosaurus \| \| \| \| |
|  |                                                              |
|  | Megalosaurus                                                 |
|  |                                                              |
|  | Torvosaurus                                                  |
|  |                                                              |

|  | Megalosaurus |
|  |              |
|  | Torvosaurus  |
|  |              |

|  | Dubreuillosaurus |
|  |                  |
|  | Magnosaurus      |
|  |                  |

|  | Leshansaurus   |
|  |                |
|  | Piveteausaurus |
|  |                |

|  | Dubreuillosaurus |
|  |                  |
|  | Magnosaurus      |
|  |                  |

|  | Leshansaurus   |
|  |                |
|  | Piveteausaurus |
|  |                |

|  | Eustreptospondylus |
|  |                    |

|  | Duriavenator                                                 |
|  |                                                              |
|  | \| \| Megalosaurus \| \| \| \| \| \| Torvosaurus \| \| \| \| |
|  |                                                              |
|  | Megalosaurus                                                 |
|  |                                                              |
|  | Torvosaurus                                                  |
|  |                                                              |

|  | Megalosaurus |
|  |              |
|  | Torvosaurus  |
|  |              |

|  | Dubreuillosaurus |
|  |                  |
|  | Magnosaurus      |
|  |                  |

|  | Leshansaurus   |
|  |                |
|  | Piveteausaurus |
|  |                |

|  | Dubreuillosaurus |
|  |                  |
|  | Magnosaurus      |
|  |                  |

|  | Leshansaurus   |
|  |                |
|  | Piveteausaurus |
|  |                |

|  | Duriavenator                                                 |
|  |                                                              |
|  | \| \| Megalosaurus \| \| \| \| \| \| Torvosaurus \| \| \| \| |
|  |                                                              |
|  | Megalosaurus                                                 |
|  |                                                              |
|  | Torvosaurus                                                  |
|  |                                                              |

|  | Megalosaurus |
|  |              |
|  | Torvosaurus  |
|  |              |

|  | Dubreuillosaurus |
|  |                  |
|  | Magnosaurus      |
|  |                  |

|  | Leshansaurus   |
|  |                |
|  | Piveteausaurus |
|  |                |

|  | Dubreuillosaurus |
|  |                  |
|  | Magnosaurus      |
|  |                  |

|  | Leshansaurus   |
|  |                |
|  | Piveteausaurus |
|  |                |

|  | Eustreptospondylus |
|  |                    |

|  | Duriavenator                                                 |
|  |                                                              |
|  | \| \| Megalosaurus \| \| \| \| \| \| Torvosaurus \| \| \| \| |
|  |                                                              |
|  | Megalosaurus                                                 |
|  |                                                              |
|  | Torvosaurus                                                  |
|  |                                                              |

|  | Megalosaurus |
|  |              |
|  | Torvosaurus  |
|  |              |

|  | Dubreuillosaurus |
|  |                  |
|  | Magnosaurus      |
|  |                  |

|  | Leshansaurus   |
|  |                |
|  | Piveteausaurus |
|  |                |

|  | Dubreuillosaurus |
|  |                  |
|  | Magnosaurus      |
|  |                  |

|  | Leshansaurus   |
|  |                |
|  | Piveteausaurus |
|  |                |

|  | Duriavenator                                                 |
|  |                                                              |
|  | \| \| Megalosaurus \| \| \| \| \| \| Torvosaurus \| \| \| \| |
|  |                                                              |
|  | Megalosaurus                                                 |
|  |                                                              |
|  | Torvosaurus                                                  |
|  |                                                              |

|  | Megalosaurus |
|  |              |
|  | Torvosaurus  |
|  |              |

|  | Dubreuillosaurus |
|  |                  |
|  | Magnosaurus      |
|  |                  |

|  | Leshansaurus   |
|  |                |
|  | Piveteausaurus |
|  |                |

|  | Dubreuillosaurus |
|  |                  |
|  | Magnosaurus      |
|  |                  |

|  | Leshansaurus   |
|  |                |
|  | Piveteausaurus |
|  |                |

|  | Eustreptospondylus |
|  |                    |

|  | Duriavenator                                                 |
|  |                                                              |
|  | \| \| Megalosaurus \| \| \| \| \| \| Torvosaurus \| \| \| \| |
|  |                                                              |
|  | Megalosaurus                                                 |
|  |                                                              |
|  | Torvosaurus                                                  |
|  |                                                              |

|  | Megalosaurus |
|  |              |
|  | Torvosaurus  |
|  |              |

|  | Dubreuillosaurus |
|  |                  |
|  | Magnosaurus      |
|  |                  |

|  | Leshansaurus   |
|  |                |
|  | Piveteausaurus |
|  |                |

|  | Dubreuillosaurus |
|  |                  |
|  | Magnosaurus      |
|  |                  |

|  | Leshansaurus   |
|  |                |
|  | Piveteausaurus |
|  |                |

|  | Duriavenator                                                 |
|  |                                                              |
|  | \| \| Megalosaurus \| \| \| \| \| \| Torvosaurus \| \| \| \| |
|  |                                                              |
|  | Megalosaurus                                                 |
|  |                                                              |
|  | Torvosaurus                                                  |
|  |                                                              |

|  | Megalosaurus |
|  |              |
|  | Torvosaurus  |
|  |              |

|  | Dubreuillosaurus |
|  |                  |
|  | Magnosaurus      |
|  |                  |

|  | Leshansaurus   |
|  |                |
|  | Piveteausaurus |
|  |                |

|  | Dubreuillosaurus |
|  |                  |
|  | Magnosaurus      |
|  |                  |

|  | Leshansaurus   |
|  |                |
|  | Piveteausaurus |
|  |                |

|  | Eustreptospondylus |
|  |                    |

|  | Duriavenator                                                 |
|  |                                                              |
|  | \| \| Megalosaurus \| \| \| \| \| \| Torvosaurus \| \| \| \| |
|  |                                                              |
|  | Megalosaurus                                                 |
|  |                                                              |
|  | Torvosaurus                                                  |
|  |                                                              |

|  | Megalosaurus |
|  |              |
|  | Torvosaurus  |
|  |              |

|  | Dubreuillosaurus |
|  |                  |
|  | Magnosaurus      |
|  |                  |

|  | Leshansaurus   |
|  |                |
|  | Piveteausaurus |
|  |                |

|  | Dubreuillosaurus |
|  |                  |
|  | Magnosaurus      |
|  |                  |

|  | Leshansaurus   |
|  |                |
|  | Piveteausaurus |
|  |                |

|  | Duriavenator                                                 |
|  |                                                              |
|  | \| \| Megalosaurus \| \| \| \| \| \| Torvosaurus \| \| \| \| |
|  |                                                              |
|  | Megalosaurus                                                 |
|  |                                                              |
|  | Torvosaurus                                                  |
|  |                                                              |

|  | Megalosaurus |
|  |              |
|  | Torvosaurus  |
|  |              |

|  | Dubreuillosaurus |
|  |                  |
|  | Magnosaurus      |
|  |                  |

|  | Leshansaurus   |
|  |                |
|  | Piveteausaurus |
|  |                |

|  | Dubreuillosaurus |
|  |                  |
|  | Magnosaurus      |
|  |                  |

|  | Leshansaurus   |
|  |                |
|  | Piveteausaurus |
|  |                |

|  | Eustreptospondylus |
|  |                    |

|  | Duriavenator                                                 |
|  |                                                              |
|  | \| \| Megalosaurus \| \| \| \| \| \| Torvosaurus \| \| \| \| |
|  |                                                              |
|  | Megalosaurus                                                 |
|  |                                                              |
|  | Torvosaurus                                                  |
|  |                                                              |

|  | Megalosaurus |
|  |              |
|  | Torvosaurus  |
|  |              |

|  | Dubreuillosaurus |
|  |                  |
|  | Magnosaurus      |
|  |                  |

|  | Leshansaurus   |
|  |                |
|  | Piveteausaurus |
|  |                |

|  | Dubreuillosaurus |
|  |                  |
|  | Magnosaurus      |
|  |                  |

|  | Leshansaurus   |
|  |                |
|  | Piveteausaurus |
|  |                |

|  | Duriavenator                                                 |
|  |                                                              |
|  | \| \| Megalosaurus \| \| \| \| \| \| Torvosaurus \| \| \| \| |
|  |                                                              |
|  | Megalosaurus                                                 |
|  |                                                              |
|  | Torvosaurus                                                  |
|  |                                                              |

|  | Megalosaurus |
|  |              |
|  | Torvosaurus  |
|  |              |

|  | Dubreuillosaurus |
|  |                  |
|  | Magnosaurus      |
|  |                  |

|  | Leshansaurus   |
|  |                |
|  | Piveteausaurus |
|  |                |

|  | Dubreuillosaurus |
|  |                  |
|  | Magnosaurus      |
|  |                  |

|  | Leshansaurus   |
|  |                |
|  | Piveteausaurus |
|  |                |

|  | Eustreptospondylus |
|  |                    |

|  | Duriavenator                                                 |
|  |                                                              |
|  | \| \| Megalosaurus \| \| \| \| \| \| Torvosaurus \| \| \| \| |
|  |                                                              |
|  | Megalosaurus                                                 |
|  |                                                              |
|  | Torvosaurus                                                  |
|  |                                                              |

|  | Megalosaurus |
|  |              |
|  | Torvosaurus  |
|  |              |

|  | Dubreuillosaurus |
|  |                  |
|  | Magnosaurus      |
|  |                  |

|  | Leshansaurus   |
|  |                |
|  | Piveteausaurus |
|  |                |

|  | Dubreuillosaurus |
|  |                  |
|  | Magnosaurus      |
|  |                  |

|  | Leshansaurus   |
|  |                |
|  | Piveteausaurus |
|  |                |

|  | Duriavenator                                                 |
|  |                                                              |
|  | \| \| Megalosaurus \| \| \| \| \| \| Torvosaurus \| \| \| \| |
|  |                                                              |
|  | Megalosaurus                                                 |
|  |                                                              |
|  | Torvosaurus                                                  |
|  |                                                              |

|  | Megalosaurus |
|  |              |
|  | Torvosaurus  |
|  |              |

|  | Dubreuillosaurus |
|  |                  |
|  | Magnosaurus      |
|  |                  |

|  | Leshansaurus   |
|  |                |
|  | Piveteausaurus |
|  |                |

|  | Dubreuillosaurus |
|  |                  |
|  | Magnosaurus      |
|  |                  |

|  | Leshansaurus   |
|  |                |
|  | Piveteausaurus |
|  |                |

## Cultura Popular
Megalosaurus é famoso por inspirar o personagem principal da série Família Dinossauros, Dino da Silva Sauro. Apesar de apresentado de forma humanóide como a maioria dos personagens da série, Dino da Silva Sauro possui claras características de Megalosaurus, como o pescoço curto. Em alguns episódios, Dino da Silva Sauro se refere como O Poderoso Megalossauro.